# Céhlegény

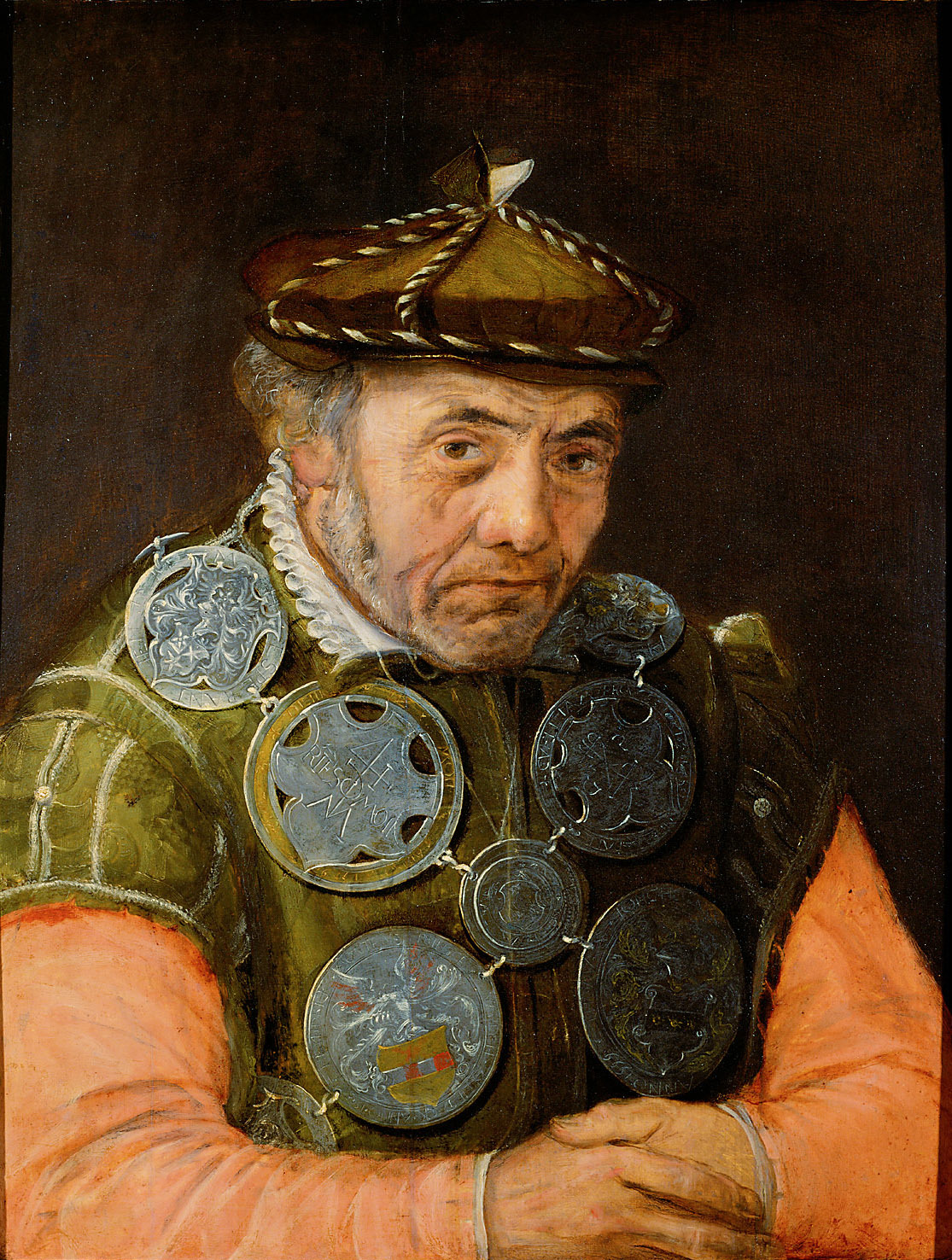
Frans Floris: Céhlegény (1563–1566 táján)

A középkori–koraújkori céhekben a legények (céhlegények) az inaséveiket (apródéveiket) már letöltött, szakmájukat legalább alapszinten ismerő, de mesterré még nem avatott, tehát nem önállóan, hanem a teljes jogú mesterek műhelyeiben dolgozó iparostanulók voltak.
A legények kiképzésének módját, idejét a céhek szigorúan szabályozták; munkaidejük rendszerint napi 13–15 óra volt. Az inasévek után (azonnal vagy némi idő elteltével) a legény többnyire vándorútra indult, hogy más műhelyekben, más mestereknél tökéletesítse tudását — ez az időszak volt a legényvándorlás, az ilyen legény a vándorlegény (angolul: journeyman). Egyes céhekben, illetve szakmákban megszabták, hogy a legénynek mennyi időt kell vándorlással töltenie.
A vándorlegénynek hazatérve, illetve ha más városban kívánt letelepedni, akkor azon a helyen bizonyítania kellett, hogy immár valóban mesteri szinten ismeri mesterségét, és ehhez mestermunkát (angolul: masterpiece) kellett készítenie. Ennek elfogadása után ünnepi vacsorát kellett adnia a céh tagjainak — ez volt az ún. mesterasztal. A céh teljes jogú tagjává váláshoz egyéb feltételeket is teljesítenie kellett.
A legények státusza a céhrendszer fejlődése közben sokat változott. Kezdetben önállóan is dolgozhattak, és az általuk készített termékek ára részben vagy egészen őket illette. Mesterükkel patriarchális viszonyban álltak, és a mester nem egyszer legénye javára végrendelkezett (rá hagyta műhelyét). Ahogy a céhrendszer megmerevedett (Magyarországon a 15. század közepétől) a legények helyzete sokat romlott: a mesterek érdeke az volt, hogy a legények ne válhassanak mesterré és ne lehessenek konkurenseik. Ezért egyre több és jellemzően anyagi feltétellel nehezítették mesterré válásukat. Emiatt szerveződtek meg a legények érdekvédelmi egyesületei, a legénycéhek. Ezek fő tevékenységei:
- a munkaalkalmak elosztása,
- segélypénztár működtetése,
- a vándorlegények segítése

voltak. A legénycéh vezetőjét, a dékányt a legények választották. A legénycéh ládája volt az ún. társláda.
Miután Magyarországon 1872-ben eltörölték a céheket, a legények utódai a segédek lettek.